# Maria Teresia av Österrike (1801–1855)
Maria Teresia av Österrike-Toscana, född 21 mars 1801 i Wien, död 12 januari 1855 i Turin, var drottning av Sardinien. Hon gifte sig 30 september 1817 med kung Karl Albert av Sardinien i basilikan Santa Maria del Fiore.

## Biografi
Maria Teresia var dotter till kung Ferdinand III av Toscana och Lovisa av Neapel och Sicilien. Hon föddes i Wien under sina föräldrars flykt undan Napoleon I. 
Maria Teresia anlände till Turin då maken år 1824 förklarats för tronarvinge. Hon blev drottning vid makens tronbestigning år 1831. Hon beskrivs som söt, spontan, blyg och tillgiven, men också som en djupt konservativ katolik. Hon ska inte ha engagerat sig politiskt under makens regeringstid utan främst ägnat sig åt familj och religion.
Efter makens död 1849 framträdde hon inte mer offentligt. Däremot gjorde hon försök att involvera sig politiskt. När Camillo di Cavour år 1854 lade fram en reform mot kyrkans privilegier, försökte hon tillsammans med sin svärdotter påverka sin son kungen att inte godkänna reformen med argumentet att den var kyrkofientlig och därför oacceptabel för alla kristna. Försöket var dock förgäves.

## Barn
1. Viktor Emanuel II av Italien (1820–1878)
2. Ferdinand, hertig av Genua (1822–1855) gift med Elisabeth av Sachsen (1830–1912)
3. Maria Christina av Savojen (1826–1827)